# Need for Speed: Rivals
Need for Speed: Rivals – dwudziesta odsłona serii wyścigów samochodowych Need for Speed, której premiera odbyła się 19 listopada 2013 roku na platformach PC, Xbox 360, PlayStation 3, Xbox One i PlayStation 4. Gra została stworzona przez studio Ghost Games we współpracy z Criterion Games, a wydana przez Electronic Arts.
Do dyspozycji gracza zostały oddane fikcyjne tereny Redview County. Cała gra opiera się na starciach kierowca-policjant, podobnie jak w poprzednich częściach serii. Pojawiła się także ograniczona możliwość tuningu wizualnego i mechanicznego pojazdów. Po 11 latach nieobecności powraca marka Ferrari.
Z powodu słabej sprzedaży Need for Speed: Most Wanted na PlayStation Vitę oraz Wii U, Need for Speed Rivals nie został wydany na te platformy.
W lipcu 2025 roku Electronic Arts ogłosiło, że serwery gry zostaną wyłączone 7 października 2025.

## Tryby gry
- Konfrontacja - Bitwa dwóch kierowców w otwartym świecie.
- Hot Pursuit - Policjanci muszą złapać wszystkich kierowców, zanim ci skończą wyścig. W odwrotnej sytuacji, kierowca musi zwyciężyć w wyścigu.
- Przechwycenie - Policjant musi złapać pojedynczego kierowcę, zanim upłynie czas. W odwrotnej sytuacji, kierowca musi zbiec policjantowi w jak najkrótszym czasie.
- Wyścig - Podstawowy wyścig do mety.
- Szybka reakcja - Policjant musi dojechać do wyznaczonego punktu, by wesprzeć tamtejsze oddziały. Za każdą stłuczkę doliczane są karne sekundy.
- Próba czasowa - Kierowca musi pokonać daną trasę w jak najkrótszym czasie.